# Кинофестиваль в Жерармере 2000 года
VII Международный фестиваль фантастических фильмов в Жерармере (Festival de Gerardmer — Fantastic’Arts 7eme edition) проходил в департаменте Вогезы (Франция) с 26 января по 30 января 2000 года. Фестиваль был посвящён теме «Маска дьявола».

## Жюри
- Майкл Йорк — президент
- Клотильда Куро
- Джина Гершон
- Филип Каза
- Тьерри Фремон
- Арно Джованинетти
- Пьер Монди
- Беноот Пулвоорде
- Бруно Соло

## Лауреаты
- Гран-при — «Отзвуки эха» (Stir of Echoes), США, 1999, режиссёр Дэвид Кепп
- Приз жюри —  «Без имени» (Nameless aka Los sin nombres), Испания, 1999, режиссёр Хауме Балагеро
- Приз критики — «Без имени» (Nameless aka Los sin nombres), Испания, 1999, режиссёр Хауме Балагеро
- Приз молодёжного жюри — «Без имени» (Nameless aka Los sin nombres), Испания, 1999, режиссёр Хауме Балагеро
- Приз открытия кино-жизнь- «Без имени» (Nameless aka Los sin nombres), Испания, 1999, режиссёр Хауме Балагеро
- Гран-при за лучший фильм на видео —  «Улыбка с лезвием бритвы» (Razor Blade Smile), Великобритания, 1999, режиссёр Джек Уэст